# ثوم متجمع
ثوم متجمع (الاسم العلمي: Allium glomeratum) هو نوع من النباتات يتبع جنس الثوم من فصيلة النرجسية.